# Stadsbrand van Deventer
De stadsbrand van 1334 behoort met die van 1235 tot de grootste stadsbranden die de Nederlandse stad Deventer hebben getroffen.
Op zaterdag 21 juli in het jaar 1334 brandde in de stad Deventer twee derde van alle huizen tot de grond toe af. De brand was zeer fel en greep snel om zich heen. Rond de Assenstraat, de Polstraat, de Bisschopstraten en de Waterstraat bleef geen huis gespaard. Ook grote stenen gebouwen zoals de Lebuïnuskerk, de Mariakerk en het Heilige Geest Gasthuis aan de Brink raakten zwaar beschadigd.
Deze stadsbrand zorgde voor een versnelling van het versteningsproces van de Deventer binnenstad. Het stadsbestuur ging over tot subsidies op stenen dakbedekking (tegels en leien) ter vervanging van riet. In de periode van de heropbouw van de Deventer binnenstad werd er in een jaar subsidie betaald voor 624.000 dekstenen. De tegemoetkoming bedroeg een pond of twintig schellingen per duizend stenen. Het uitgekeerde bedrag was in dat jaar dus 624 pond.

## Voetnoten
1. 1 2  Koch houdt het op 23 juli
2. ↑  zie website Canon van Deventer